# La Loge-aux-Chèvres

La Loge-aux-Chèvres este o comună în departamentul Aube din nord-estul Franței. În 1 ianuarie 2022 avea o populație de 94 de locuitori.